# Чепелинка
Чепели́нка (бел. Чапялінка) — деревня в составе Добровского сельсовета Горецкого района Могилёвской области Республики Беларусь.

## Население
- 1999 год — 116 человек
- 2010 год — 65 человек